# 永坂更科布屋太兵衛
永坂更科 布屋太兵衛（ながさかさらしな ぬのやたへえ）は、東京都港区麻布十番一丁目にある1959年（昭和34年）創業のそば屋店舗。

## 概要
「永坂更科 布屋太兵衛」の屋号は、江戸の麻布永坂町で、布屋太兵衛という人が、更科そば屋「信州更科蕎麦所 布屋太兵衛」を開業したことによる。この布屋太兵衛の本名は堀井清右衛門といい、現在の「更科堀井」の初代である。
永坂更科 布屋太兵衛は、関東大震災や昭和初期の国内外の恐慌等の影響を受け、1941年（昭和16年）に廃業となった。その後、1949年（昭和24年）、堀井松之助（現 更科堀井の七代目）、妻きん、麻布十番商店街の小林玩具店の小林勇（現「永坂更科 布屋太兵衛」の初代）、麻布十番商店街の組合長木村政吉により伝統の暖簾が再開された。1959年（昭和34年）、小林勇によって会社組織の「永坂更科 布屋太兵衛」が設立された。よって、「永坂更科 布屋太兵衛」は「更科堀井」の初代からの屋号であり、廃業時の混乱に乗じて小林勇が取得したもので、「更科堀井」一門とは別の小林玩具店経営の「永坂更科 布屋太兵衛」が寛政の初め創業と謳っているのは誤りである。

## 沿革
- 1867年（慶応3年） - 麻布十番商店街、小林玩具店創業。
- 1948年（昭和23年） - 戦後の混乱のなか、麻布十番一の橋たもとに料理屋馬場繁太郎が「永坂更科本店」を開店。七代目堀井松之助（現・更科堀井）と馬場繁太郎との間で、「永坂更科」の商号の使用に関して公正証書による契約を締結したことによる。当時、雅叙園に勤めていた七代目堀井松之助を雇用した[2]。（永坂更科の店名使用の承諾書が交わされたことによる。後に、店名に関し裁判になり、承諾書の存在により、「麻布永坂 更科本店」と、「永坂」と「更科」の間を離すことで和解した[3]。）
- 1949年（昭和24年）10月19日 - 七代目堀井松之助、妻きん、麻布十番商店街の小林玩具店 小林勇（現・永坂更科布屋太兵衛の初代）、麻布十番商店街の組合長木村政吉により、合資会社「麻布永坂更科 総本店」設立。伝統の暖簾が再開された。

後に、八代目堀井良造は、「永坂更科」の店名商標登録が法人取得だったため、その後に厄介な問題を起こすこととなり、「大失敗でした」といった。）
- 1950年（昭和25年）10月5日 - 東京法務局日本橋出張所、昭和25年10月5日受付、馬場繁太郎「株式会社 麻布永坂 更科本店」設立登記。
- 1956年（昭和31年） - 合資会社「麻布永坂更科 小林勇」設立、七代目堀井松之助、妻きんも出資したが、当初の約束で5年後に退社。
- 1957年（昭和32年） - 商号侵害をめぐる調停事件において、「麻布永坂 更科本店」馬場繁太郎社長と「麻布永坂更科 総本店」小林勇社長は、両店でともに同じ称号を使うことで調停を結んだ。
- 1959年（昭和34年）11月14日 - 東京法務局、「永坂更科 布屋太兵衛」会社成立[4]
- 1960年（昭和35年）
  - 堀井良造（後の「更科堀井」八代目）は大学を卒業、合資会社「永坂更科 布屋太兵衛」に入社。
  - 11月 - 合資会社「麻布永坂更科 総本店」を吸収合併、株式会社「永坂更科 布屋太兵衛」となる。代表権は小林勇のものとなり、「布屋太兵衛」も商標登録された。
- 1974年（昭和49年）11月24日 - 朝日新聞、『変わる麻布の姿を残す』、本を出したのは港区麻布永坂町、永坂更科社長の布屋太兵衛さん（66）。「東京の歴史は東京っ子が伝えなくちゃあご先祖様に申し訳がたたない。」と、「麻布の名所今昔」という豪華本を出版した[5]。
- 1979年（昭和54年）2月27日 - 朝日新聞、『見直される”しにせ”』、永坂更科 布屋太兵衛小林勇社長。「”しにせ”の経営といっても、特別のものはないが、商品に対する愛情が大切。どうしたら商品特性を生かしたよいものをお客に提供できるか、それに集中する。うちがインスタント食品や冷凍食品になかなか手を出せないのは味を大切にしたいからだ[6]。」
- 1984年（昭和59年）
  - 5月30日 - 朝日新聞、『永坂更科商号争い そば店しにせ敗訴』 - 「永坂更科 布屋太兵衛」の小林勇社長は、「麻布永坂 更科本店」の馬場進社長を相手取り、類似商号の使用禁止を求めていた民事裁判で、東京地裁は「被告は、原告会社の前身（七代目堀井太兵衛）から商号の使用許可を得ている」として、原告側の請求を棄却し、原告の訴えを退けた[7][8][9]。
  - 12月4日 - 「永坂更科 布屋太兵衛」の堀井良造専務取締役は、24年間勤めた会社から離れ、麻布十番商店街（現在地）に「信州更科 布屋総本店」を開業。
- 1985年（昭和60年） - 店名の「布屋」使用について、使用権を巡って裁判となり、「更科堀井」と改称した。これで戦後の、「更科堀井」、「麻布永坂更科本店」、「永坂更科 布屋太兵衛」、3店の屋号の問題に終止符がうたれた。
- 1990年（平成2年）
  - 7月27日 - 朝日新聞、『永坂更科のそばつゆ缶、売れ残りを「新品」製造年月日打ち直す』 - 東京都衛生局は、食品衛生法に基づいて同社の立ち入り検査を実施、事実関係の調査に乗り出した。同社は7、8年前から、夏場などのそばつゆ缶の需要が高くなる時期に、缶の生産が間に合わなくなると、売れ残った缶の底に記された製造年月日の日付を溶剤を使って消し、日付を打ち直して「新品」として出荷していた[10][11]。
  - 8月2日 - 朝日新聞、『東京都が「永坂更科」を3日間営業停止に、そばつゆ日付改ざん』 - 都衛生局は、同社二代目小林正児社長を都庁に呼び、食品衛生法違反で3日から5日まで3日間そばつゆ部門の営業停止を命じた[12]。
  - 9月5日 - 朝日新聞、『改ざんそばつゆ、70万個廃棄に、「永坂更科」が回収』 - 回収して廃棄処分する製品量は、缶57万個、瓶13万本に達することが4日明らかになった。都衛生局の調べでは、同社は、1983年（昭和58年）頃から、年間缶詰約15万個（年間製造量約600万個）、瓶詰約4000本（同約100万本）の日付改ざんしていた[12]。
- 1995年（平成7年）12月29日 - 初代小林勇没。
- 2016年（平成28年） - 三代目小林正兒「永坂更科 布屋太兵衛」として現在に至る。

## 店舗情報
- 東京都
  - 麻布総本店 - 港区麻布十番一丁目
  - 池袋東武店 - 豊島区西池袋一丁目
  - 東京大丸店 - 千代田区丸の内一丁目
- 神奈川県
  - 横浜ランドマーク店 - 横浜市西区みなとみらい二丁目
  - 上大岡京急店 - 横浜市港南区上大岡西一丁目
  - 横浜高島屋店 - 横浜市西区南幸一丁目
  - たまプラーザ東急店 - 横浜市青葉区美しが丘
  - 新横浜店 - 横浜市港北区新横浜二丁目
- 千葉県
  - 船橋東武店 - 船橋市本町七丁目
  - 千葉そごう店 - 千葉市中央区新町
  - 成田空港 第1ターミナ店 - 成田市三里塚字御料牧場
- 埼玉県
  - 大宮そごう店 - さいたま市大宮区桜木町一丁目
- 北海道
  - 札幌大丸店 - 札幌市中央区北5条西4丁目
- 福岡県
  - 小倉井筒屋店 - 北九州市小倉北区古船場町

## 閉店した店舗
- 東京都
  - 新宿地下鉄ビル店 - 新宿区西新宿一丁目
  - 渋谷東急本店 - 渋谷区道玄坂二丁目
  - 錦糸町店（アルカキット内） - 墨田区錦糸町二丁目
- 神奈川県
  - 小田急店（西武百貨店） - 小田原市中里
  - シァル鶴見店 - 横浜市鶴見区鶴見
- 埼玉県
  - 浦和パルコ店 - さいたま市浦和区東高砂町
- 栃木県
  - 宇都宮東武店 - 宇都宮市宮園町
- 茨城県
  - 水戸京成店 - 水戸市泉町一丁目
- 広島県
  - 広島福屋店 - 広島市中区胡町
- 福岡県
  - JR博多シティ店 - 福岡市博多区博多駅中央街

## 交通アクセス
- 鉄道
  - 都営大江戸線 - 麻布十番駅より徒歩3分、都営大江戸線 - 六本木駅より徒歩15分。
  - 東京メトロ南北線 - 麻布十番駅より徒歩3分、東京メトロ日比谷線 - 六本木駅より徒歩15分。